# Giant Steps (composition)
Pour les articles homonymes, voir Giant Steps.
Giant Steps (« Pas de géant ») est un morceau écrit par John Coltrane, apparaissant pour la première fois sur son album Giant Steps. Il est rapidement devenu un standard de jazz.

## Structure
Ce morceau est représentatif des Coltrane changes. Il navigue entre trois tonalités (Si, Sol et Mi), séparées entre elles d'une tierce majeure. Ces tonalités au rôle égal forment une triade augmentée, créent une instabilité rendant difficilement identifiable la tonalité du morceau,.
Coltrane utilise dans la première section le cycle des tierces de façon descendante (Si-Sol-Mi), :
```
Tonalité   B    G          Eb              
         | I    V   | I    V   | I        |
         | BM7  D7  | GM7  Bb7 | EbM7     |
Tonalité   G              Eb          B
         | II   V   | I    V   | I    V   | I       |
         | Am7  D7  | GM7  Bb7 | EbM7 F#7 | BM7     |
```

Avant de remonter le cyle avec des II-V-I :
```
Tonalité   Eb                    G                   
         | II   V   | I        | II   V   | I       |
         | Fm7  Bb7 | EbM7     | Am7  D7  | GM7     |
Tonalité   B                     Eb                   B
         | II   V   | I        | II   V   | I       | II   V   | 
         | C#m7 F#7 | BM7      | Fm7  Bb7 | EbM7    | C#m7 F#7 |
```

Le motif mélodique utilisé dans la deuxième section est, avec un placement rythmique différent, un décalque de la Ditone Progression no 286 du Thesaurus of Scales and Melodic Patterns de Nicolas Slonimsky, que Coltrane a abondamment étudié.
La complexité harmonique, associée au tempo rapide auquel il est habituellement joué, et donc au changement rapide de tonalités éloignées, font de Giant Steps un morceau plutôt difficile à jouer.

## Versions notables
Outre la version originale de John Coltrane, de nombreux musiciens ont joué ce morceau :
- Jaki Byard sur Here's Jaki (1961)
- Joe Pass sur Virtuoso #2 (1976)
- Lee Konitz sur Lee Konitz nonet (1977)
- Archie Shepp sur Things Have Got to Change - Live at the Totem Volume 1 (1979)
- Didier Lockwood sur New World (1979)
- Marian McPartland sur Live at the Carlyle (1980)
- Jaco Pastorius, dans son morceau Reza (Invitation (en), 1983), intègre en guise de pause centrale Giant Steps avec une improvisation au steel drum en mode pentatonique
- Clare Fischer sur Clare Fischer Plays "By and With Himself" (1987)
- Larry Coryell sur Dragon Gate (1989)
- McCoy Tyner sur l'album Remembering John (1991)
- Kenny Garrett sur l'album Pursuance: The Music of John Coltrane (1996 )
- la version lente, sur un tempo de bossa, de Pat Metheny sur Trio 99-00 (2000), proche de celle de George Shearing sur Like Fine Wine (2004)
- Jean-Michel Pilc sur Welcome Home (2002)
- André Ceccarelli sur Carte blanche (2004)
- Sylvain Luc a couplé ce morceau avec Goodbye Marylou de Michel Polnareff sur son album Standards (2009)
- Joey Alexander sur My Favorite Things (2015)